# 올리비에 파니스

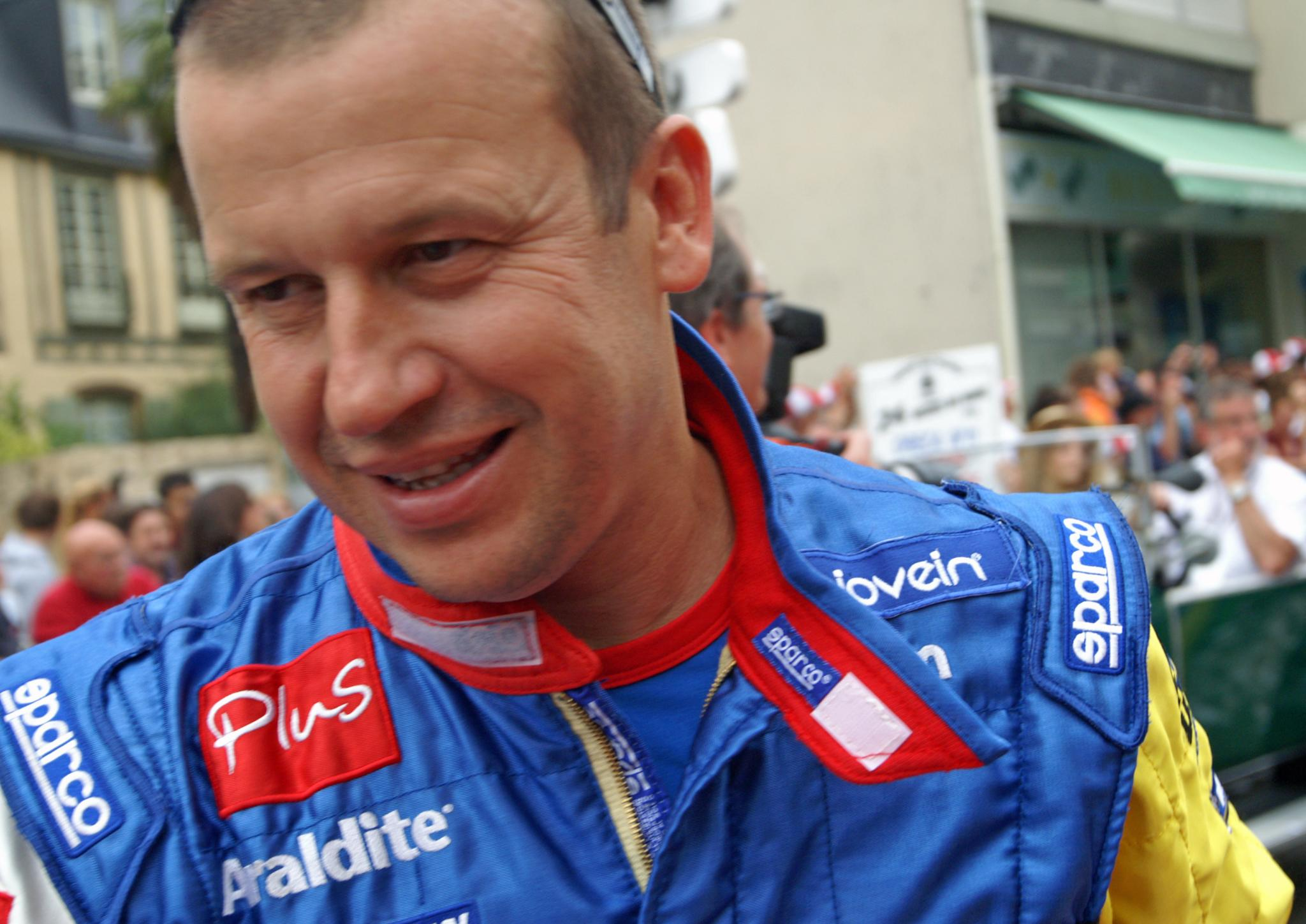
올리비에 파니스

올리비에 파니스(Olivier Panis, 1966년 9월 2일 ~ )는 프랑스의 레이싱 드라이버이다.